# Марковіче
Марковіче (пол. Markowicze) — село в Польщі, у гміні Княжпіль Білґорайського повіту Люблінського воєводства. Населення — 304 особи (2011).

## Історія
За даними етнографічної експедиції 1869—1870 років під керівництвом Павла Чубинського, у селі переважно проживали українськомовні греко-католики, меншою мірою — польськомовні римо-католики.
У 1921 році село входило до складу гміни Княжпіль Білґорайського повіту Люблінського воєводства Польської Республіки.
У 1975—1998 роках село належало до Замойського воєводства.

## Демографія
За даними перепису населення Польщі 1921 року в селі налічувалося 37 будинків та 225 мешканців, з них:
- 107 чоловіків та 118 жінок;
- 150 православних, 44 римо-католики, 31 юдей;
- 149 українців, 45 поляків, 31 єврей.

Демографічна структура станом на 31 березня 2011 року:
|          | Загалом | Допрацездатний вік | Працездатний вік | Постпрацездатний вік |
| -------- | ------- | ------------------ | ---------------- | -------------------- |
| Чоловіки | 155     | 36                 | 102              | 17                   |
| Жінки    | 149     | 33                 | 84               | 32                   |
| Разом    | 304     | 69                 | 186              | 49                   |